# 전방 추론
전방 추론(前方推論, forward reasoning, forward chaining)은 후방 추론과 달리 자료 위주의 추론 방법이다. 가능한 결론의 종류가 많은 경우에 적합하다.
전방 추론은 전문가 시스템, 비즈니스 및 생산 규칙 시스템에 널리 사용되는 구현 전략이다. 전방 추론의 반대는 후방 추론이다.
전방 추론은 사용 가능한 데이터로 시작하고 추론 규칙을 사용하여 목표에 도달할 때까지 더 많은 데이터(예: 최종 사용자로부터)를 추출한다. 전방 추론을 사용하는 추론 엔진은 선행 항목(If 절)이 참인 것으로 알려진 규칙을 찾을 때까지 추론 규칙을 검색한다. 이러한 규칙이 발견되면 엔진은 결과(Then 절)를 결론짓거나 추론하여 데이터에 새로운 정보를 추가할 수 있다.
추론 엔진은 목표에 도달할 때까지 이 프로세스를 반복한다.

## 같이 보기
- 후방 추론